# فاغارشابات

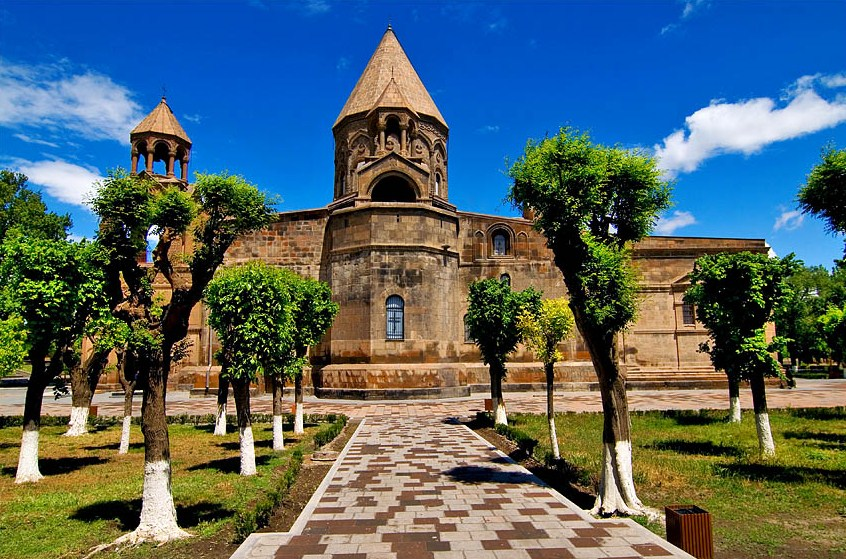
كاتدرائية إتشميادزين في فاغارشاباد

فاغارشابات (بالأرمنيّة: Վաղարշապատ) هي مدينة أرمنية في مقاطعة أرمافير في أرمينيا. تُعرف عامة باسم إتشميادزين (بالأرمنية: Էջմիածին) وتضم مقر كنيسة الأرمن الأرثوذكس (بالأرمنية: Հայաստանյայց Առաքելական Սուրբ Եկեղեցի) المعروف باسم الكرسي الأم لإتشميادزين المقدّس (بالأرمنية: Մայր Աթոռ Սուրբ Էջմիածին). توجد في المدينة العديد من الأديرة والكنائس ذات القيمة التاريخية والثقافية والروحية للشعب الأرمني فضلًا عن المؤسسات التعليمية اللاهوتية ومدارس اللاهوت والفلسفة المسيحية. ويطلق على المدينة لقب المدينة المقدسّة.
تأسست فاغارشابات في القرن الحادي عشر قبل الميلاد، وعُرفت بأسماء عديدة وهي: فارتكيسافان، أرديميد، أودجكيليسا، إتشميادزين ومنذ 1992 فاغارشاباد. تبعد المدينة 15 كيلومترًا عن العاصمة يريفان وفاق عدد سكانها عام 2001 الخمسين ألفًا وتُعد خامس أكبر مدينة في أرمينيا.

## المناخ
يظهر الجدول التالي التغييرات المناخية على مدار السنة لفاغارشابات:
| البيانات المناخية لـفاغارشابات    | البيانات المناخية لـفاغارشابات | البيانات المناخية لـفاغارشابات | البيانات المناخية لـفاغارشابات | البيانات المناخية لـفاغارشابات | البيانات المناخية لـفاغارشابات | البيانات المناخية لـفاغارشابات | البيانات المناخية لـفاغارشابات | البيانات المناخية لـفاغارشابات | البيانات المناخية لـفاغارشابات | البيانات المناخية لـفاغارشابات | البيانات المناخية لـفاغارشابات | البيانات المناخية لـفاغارشابات | البيانات المناخية لـفاغارشابات |
| الشهر                             | يناير                          | فبراير                         | مارس                           | أبريل                          | مايو                           | يونيو                          | يوليو                          | أغسطس                          | سبتمبر                         | أكتوبر                         | نوفمبر                         | ديسمبر                         | المعدل السنوي                  |
| --------------------------------- | ------------------------------ | ------------------------------ | ------------------------------ | ------------------------------ | ------------------------------ | ------------------------------ | ------------------------------ | ------------------------------ | ------------------------------ | ------------------------------ | ------------------------------ | ------------------------------ | ------------------------------ |
| متوسط درجة الحرارة الكبرى °م (°ف) | 1.6 (34.9)                     | 4.4 (39.9)                     | 11.6 (52.9)                    | 19.0 (66.2)                    | 24.4 (75.9)                    | 28.8 (83.8)                    | 33.1 (91.6)                    | 32.5 (90.5)                    | 28.4 (83.1)                    | 20.5 (68.9)                    | 12.4 (54.3)                    | 4.9 (40.8)                     | 18.5 (65.2)                    |
| المتوسط اليومي °م (°ف)            | −2.9 (26.8)                    | −0.5 (31.1)                    | 5.9 (42.6)                     | 12.5 (54.5)                    | 17.4 (63.3)                    | 21.4 (70.5)                    | 25.4 (77.7)                    | 25.0 (77.0)                    | 20.4 (68.7)                    | 13.5 (56.3)                    | 6.8 (44.2)                     | 0.6 (33.1)                     | 12.1 (53.8)                    |
| متوسط درجة الحرارة الصغرى °م (°ف) | −7.3 (18.9)                    | −5.3 (22.5)                    | 0.2 (32.4)                     | 6.1 (43.0)                     | 10.5 (50.9)                    | 14.1 (57.4)                    | 17.8 (64.0)                    | 17.5 (63.5)                    | 12.4 (54.3)                    | 6.5 (43.7)                     | 1.2 (34.2)                     | −3.6 (25.5)                    | 5.8 (42.5)                     |
| الهطول مم (إنش)                   | 20 (0.8)                       | 22 (0.9)                       | 27 (1.1)                       | 36 (1.4)                       | 51 (2.0)                       | 29 (1.1)                       | 16 (0.6)                       | 12 (0.5)                       | 14 (0.6)                       | 29 (1.1)                       | 25 (1.0)                       | 20 (0.8)                       | 301 (11.9)                     |
| المصدر: Climate-Data.org          |                                |                                |                                |                                |                                |                                |                                |                                |                                |                                |                                |                                |                                |

## توأمة
لفاغارشابات اتفاقيات توأمة مع كل من:
- فريسنو (24 سبتمبر 2009 - )[15]
- إيسي ليه مولينو منذ (1989 - )[15]
- بيتروزوفودسك (2004 - )[15]
- هادروت (8 أكتوبر 2010 - )[15]
- مارتاکرت (8 أكتوبر 2010 - )[16]
- سرغيايف بوساد [15]

## معرض صور

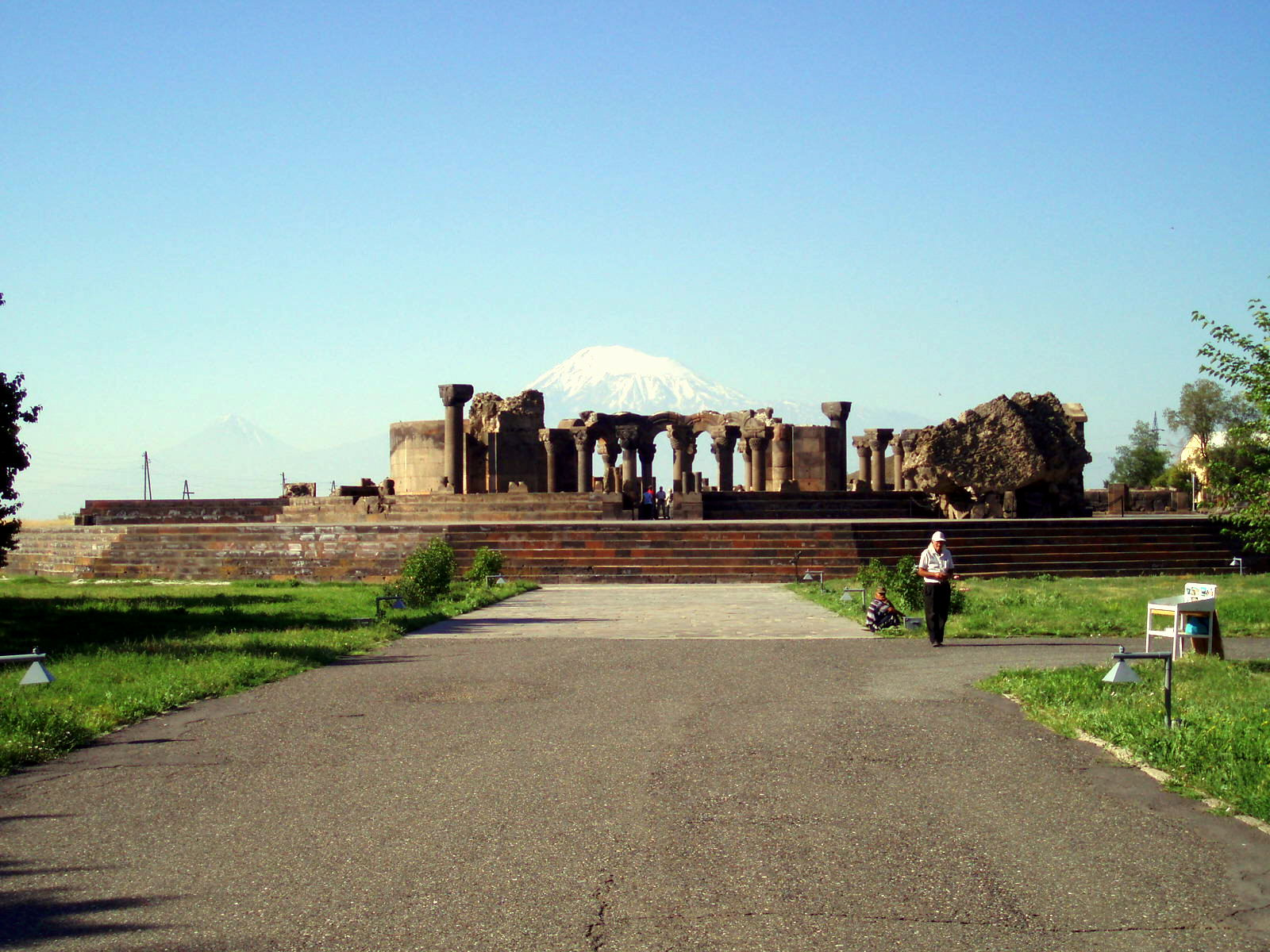
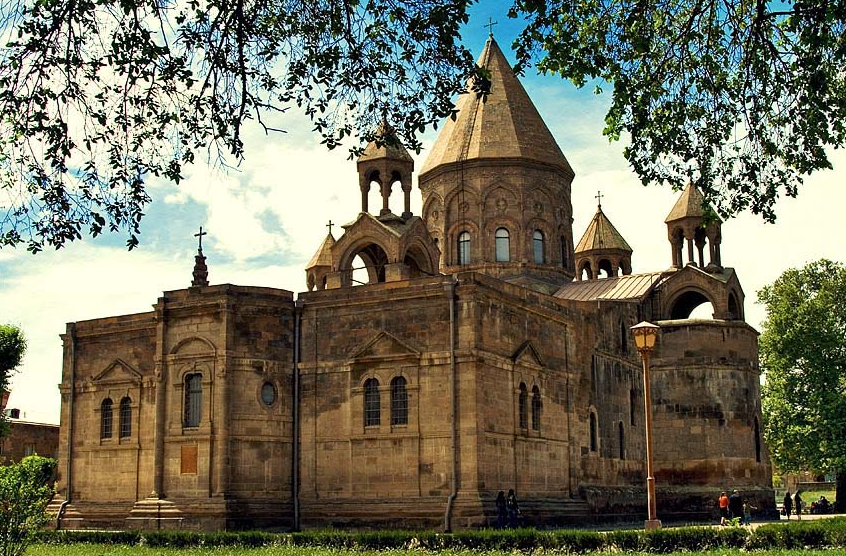
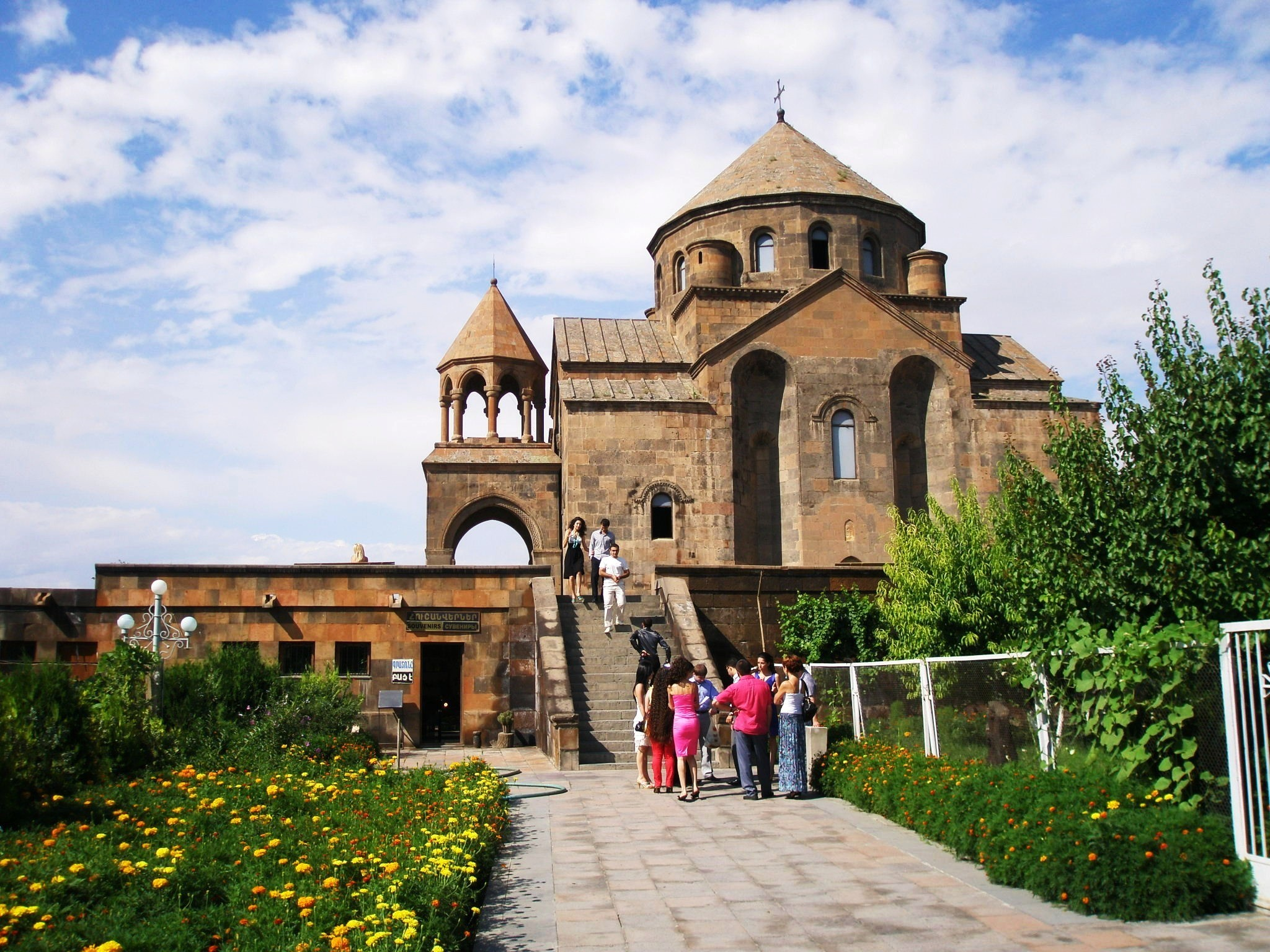
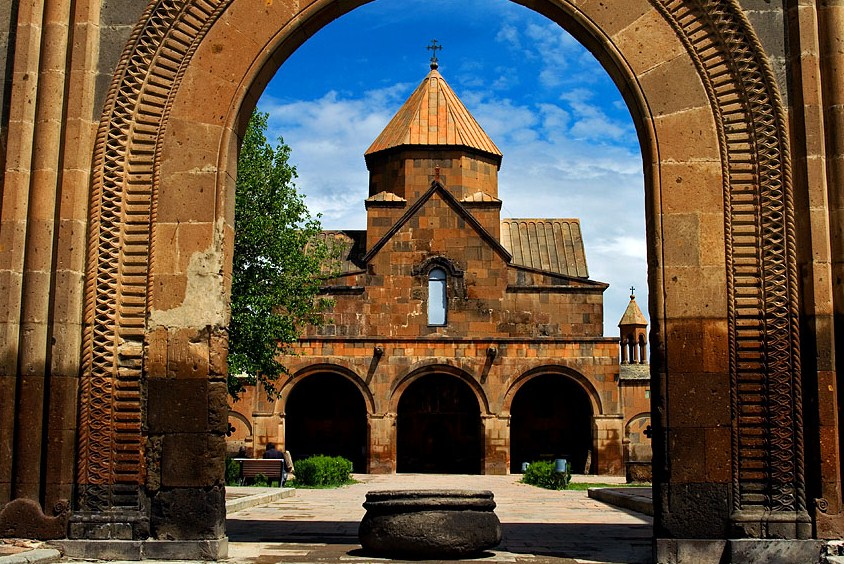
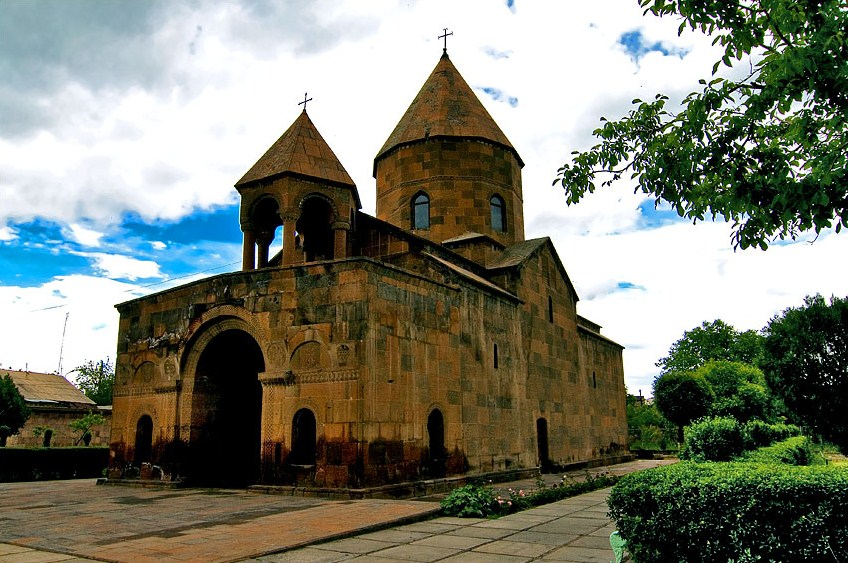

## أعلام
- ميسروب ماشدوتس
- كاريكين الأول
- سيرانوش أندراسيان
- نارك أبغاريان
- أندرانيك هاكوبيان